# Bruchhausen (Sandhausen)

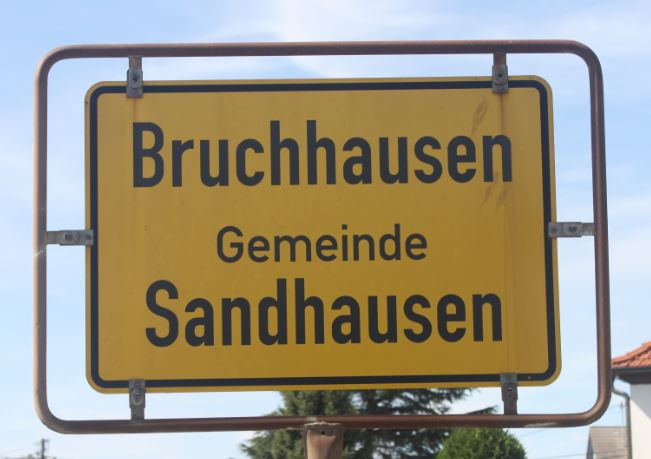
Ortsschild

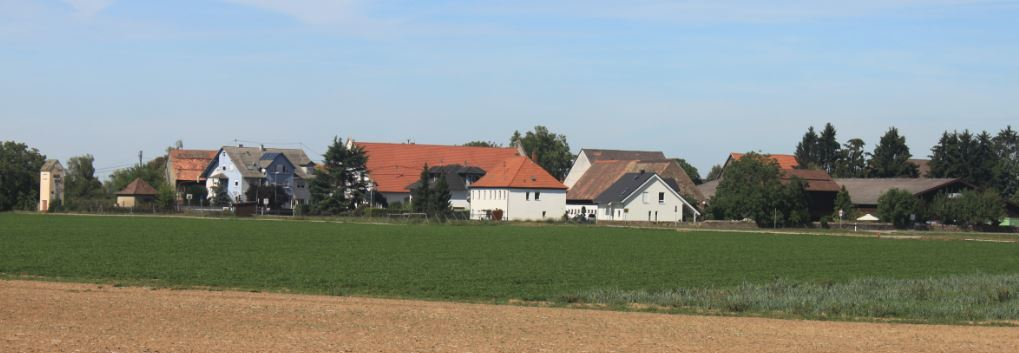
Blick von Südosten auf Bruchhausen

Das Dorf Bruchhausen ist ein Ortsteil von Sandhausen in der Kurpfalz im Rhein-Neckar-Kreis in Baden-Württemberg. Ursprünglich war es ein Klostergut der Zisterzienser von Schönau, seit der Reformation bis zur Eingemeindung in die Gemeinde Sandhausen ein herrschaftliches Hofgut. Die reiche Ausstattung mit alten festgemauerten und teils als Ensemble gestalteten Hofgebäuden und die schulterhohe Umfassungsmauer mit einem noch erhaltenen Wehrturm weisen auf die einstige Bedeutung und den Wohlstand der einstigen Besitzer hin. Auch heute noch hat Bruchhausen im Wesentlichen seine landwirtschaftliche Ausrichtung behalten, unter anderem wird dort Tabak angebaut.

## Geografie
Der Bauernweiler Bruchhausen liegt westlich von Sandhausen, jenseits des Leimbachs. Nachbargemeinden sind Sandhausen und Kirchheim (Stadtteil von Heidelberg). Im Ortskern findet man Reste einer ehemals zusammenhängenden, barocken Anlage, deren Reste heute auf mehrere Gehöfte aufgeteilt sind. Ferner findet man moderne Wohngebäude und Scheunen. Von der einstigen Umfassungsmauer aus dem 16. Jahrhundert sind nur noch Reste und ein Turm erhalten. Die Landesstraße L 600, die Leimen und Sandhausen mit Schwetzingen verbindet, führt an Bruchhausen vorbei.

## Geschichte
Der Name Bruchhausen deutet auf eine Siedlung im "Bruch", d. h. im Sumpfgebiet hin. Bruchhausen ist vermutlich um 1100 entstanden und ist damit älter als das benachbarte Sandhausen, zu dem es heute als Ortsteil gehört. Bruchhausen wird um 1150 als "Bruchhusen" in einer Urkunde des Klosters Schönau erstmals erwähnt. Bruchhausen gehörte im frühen Mittelalter zum Teil dem Kloster Schönau, das dort einen Meierhof durch Mönche bewirtschaften ließ, zum Teil war es im Besitz eines Adelsgeschlechts, das sich "von Bruchhausen" oder nur "von Husen" nannte. Im 13. und 14. Jahrhundert erwarben die Pfalzgrafen von Heidelberg Besitzungen in Bruchhausen. Mit der Reformation und der Auflösung des Klosters Schönau 1558 gingen auch die Besitzungen des Klosters Schönau an die Pfalzgrafen über. Die Pfälzer Verwaltung verpachtete Bruchhausen als Hofgut und errichtete dort das zentrale Jagdhaus der Pfalz.
Im 17. und 18. Jahrhundert wohnte der Oberjägermeister des Pfalzgrafen mit Jagdknechten in Bruchhausen. Ihre Aufgabe war, das Wild zu pflegen und Hofjagden zu organisieren. Für die Hofjagden wurde 1754 eine riesige Jagdhalle errichtet, in die die Jagdtiere getrieben wurden. Durch die Schießscharten der Halle konnten so der Kurfürst und seine Jagdgäste das Wild niederschießen. Reste der Jagdhalle findet man noch in Bruchhausen, teils als Wohngebäude, teils als Scheunen. Die Türöffnungen, durch die das Wild getrieben wurde, existieren heute noch, sind aber zugemauert.
Man schätzt, dass Bruchhausen etwa ab dem 16. Jahrhundert von Mauern umgeben wurde. Innerhalb der Mauern lag der Schönauer Hof, das Jagdhaus sowie einige Bauernhöfe. Die Felder und Wiesen Bruchhausens waren an Bauern in Bruchhausen verpachtet, später auch an Bauern in den Nachbarorten. 1674 war Bruchhausen von Konflikten zwischen Frankreich und der Kurpfalz betroffen: Französische Truppen verheerten im Holländischen Krieg das rechts- und linksrheinische Gebiet. 1674 wurde Bruchhausen von französischen Truppen niedergebrannt.
Um 1785 hatte Bruchhausen 197 Einwohner. 1804 ging Bruchhausen an Baden über. Im 19. Jahrhundert war Bruchhausen an die Zuckerfabrik Waghäusel verpachtet. Max von Baden war der letzte fürstliche Besitzer von Bruchhausen. Ab 1919 unterstand Bruchhausen dem Domänenamt. 1935 (nach anderen Quellen 1936) wurde die Gemarkung Bruchhausen in 13 Erbhöfe unter Bauern aus Sandhausen, Kirchheim, Heidelberg und Mosbach aufgeteilt.
Politisch gehörte Bruchhausen bis 1810 zum benachbarten Kirchheim, war im 19. Jahrhundert aber eine nahezu selbständige Gemeinde mit zeitweise eigenem Ortsgericht. Grundbücher wurden allerdings in Sandhausen geführt, und nach der Aufgabe der Schule in Bruchhausen gingen Bruchhäuser Kinder in Sandhausen zur Schule. 1928 wurde die Gemarkung Bruchhausen aufgelöst und aufgeteilt. 207 ha südlich der Speyerer Straße einschließlich des umfriedeten Ortskerns von Bruchhausen gingen an Sandhausen, kleinere Teile des Lands gingen an die Nachbarorte Kirchheim und Oftersheim. Bruchhausen ist seitdem ein Ortsteil von Sandhausen.

## Wirtschaft und Infrastruktur
Durch die Zisterzienser wurde ursprünglich Spelz angebaut, ab dem 18. Jahrhundert Tabak und seit dem 19. Jahrhundert mit der Verpachtung an die Zuckerfabrik Waghäusel Zuckerrüben. Auch heute ist Bruchhausen noch landwirtschaftlich geprägt.